# Эллис, Мэтт
Мэтт Э́ллис (англ. Matt Ellis; 31 августа 1981, Уэлленд, Онтарио, Канада) — канадский хоккеист, игравший на позиции левого нападающего. Завершил игровую карьеру по окончании сезона 2015/16.

## Карьера
Мэтт Эллис начал свою карьеру в 1998 году в Хоккейной лиге Онтарио, в команде «Торонто Сент-Майклс Мэйджорс». Из года в год он увеличить свою результативность, и в последнем сезоне забросил уже 38 шайб и отдал 51 передач в 66-и играх. Эллис входил в число лучших игроков Канадской хоккейной лиги по показателю плюс/минус.
В мае 2002 года Эллис подписал контракт с «Детройт Ред Уингз» в качестве свободного агента. Сезон 2002-03 он провёл в клубе ECHL «Толедо Шторм», фарм-клубе «Детройта». Эллис преуспел и переехал в сезоне 2003-04 в команду «Гранд-Рапидс Гриффинс», фарм-клуб «Ред Уингз» в АХЛ. Там он играл, прежде всего, в качестве нападающего оборонительного плана. В каждом последующем сезоне Мэтт увеличивал свои бомбардирские показатели, и перед началом сезона 2005-06 он был назначен капитаном «Гранд-Рапидс». 18 декабря 2006 года Эллис дебютировал в НХЛ в составе «Детройта». В общей сложности в сезоне 2006-07 он провёл 16 матчей.
В сезоне 2007-08 он играл за «Ред Уингз» только, если другой игрок получал травму. В феврале 2008 года Эллис должен был быть отправлен опять в «Гриффинс», он был помещён в «Детройтом» на драфт отказов. После истечения крайнего срока Мэтт перешёл в «Лос-Анджелес Кингз». За «Лос-Анджелес» он отыграл в 19 матчей, но так и не смог утвердиться в качестве игрока основного состава, и перед началом сезона 2008-09 опять попал на драфт отказов, откуда и перешёл в «Баффало». Эллис сыграл несколько игр в АХЛ за «Портленд Пайретс», но в конечном счете отыграл большую часть сезона в НХЛ за «Сейбрз».
Летом 2009 года его контракт с «Баффало» был продлён на один год. Сезон 2009-10 Эллис провёл полностью в НХЛ, набрав 13 очков в 72-х играх. К этому показателю он прибавил одну шайбу, заброшенную в плей-офф. По окончании сезона он вновь был переподписан «Баффало» на один год.
Большую часть сезона 2010-11 Эллис провёл в АХЛ. Только по окончании сезона он вернулся в «Баффало», но за 14 оставшихся игр так и не сумел набрать очков.
19 июля 2011 года Эллис подписал с «Баффало» двухлетний контракт.

## Личная жизнь
Сын Мэтта Эллиса, Хейден (2007 г.р.), является хоккеистом и играет за детскую команду «Баффало Сейбрз».

## Статистика
| Легенда | Легенда                    | Легенда | Легенда                   | Легенда | Легенда    |
| ------- | -------------------------- | ------- | ------------------------- | ------- | ---------- |
| И       | Количество проведённых игр | Штр     | Штрафное время            | +/−     | Плюс-минус |
| Г       | Голы                       | П       | Голевые передачи          | О       | Очки       |
| -       | Статистика неизвестна      | —       | Статистика не учитывалась |         |            |